# Герхард Людвіг Мюллер
Герхард Людвіг Мюллер (нім. Gerhard Ludwig Müller; нар. 31 грудня 1947, Фінтен-Майнц, Французька зона окупації Німеччини) — німецький куріальний кардинал. Має репутацію консервативного богослова та критика папи Франциска. Єпископ Регенсбурга з 1 жовтня 2002 року по 2 липня 2012 року. Архієпископ ad personam з 2 липня 2012 року. Префект Конгрегації доктрини віри з 2 липня 2012 року по 1 липня 2017 року. Голова Міжнародної теологічної комісії та Папської Біблійної комісії з 2 липня 2012 року по 1 липня 2017 року. Голова Папської комісії Ecclesia Dei з 2 липня 2012 року по 1 липня 2017 року. Кардинал-диякон з титулярною дияконією Сант-Аньєзе-ін-Агоне з 22 лютого 2014 року по 1 липня 2024 року. Кардинал-священик з титулом церкви pro hac vice Сант-Аньєзе-ін-Агоне з 1 липня 2024 року.

## Раннє життя
Народився 31 грудня 1947 року у Фінтен-Майнці. Після закінчення єпископської школи Віллігіза в Майнці, Мюллер вивчав філософію і теологію в Майнці, Мюнхені, Фрайбурзі . У 1977 році отримав ступінь доктора богослов'я під керівництвом Карла Лемана за дисертацію про протестантського теолога Дітріха Бонхеффера.

## Священицьке служіння
Мюллер висвячений на священика в єпархії Майнца 11 лютого 1978 року, відразу після свого 30-річчя, кардиналом Германном Фольком. Після свого висвячення служив священиком у трьох парафіях.
У 1986 році отримав запрошення зайняти місце викладача догматичного богослов'я в університеті Людвіга-Максіміліана в Мюнхені, де він, як і раніше, є почесним професором.

## Єпископ
1 жовтня 2002 року Папою Іваном Павлом II призначений єпископом Регенсбурга. Висвячений 24 листопада 2002 року кардиналом Фрідріхом Веттером. Серед соконсекраторів були кардинал Карл Леманн — єпископ Майнца, допоміжний єпископ Регенсбурга Вінценц Гуггенбергер, і колишній єпископ Регенсбурга Манфред Мюллер. Своїм єпископським девізом Мюллер вибрав «Dominus Iesus»- «Ісус є Господь» (Римлянам 10:9).
20 грудня 2007 року призначений ще на п'ять років членом Конгрегації доктрини віри, а 17 січня 2009 року став членом Папської Ради з культури.
12 червня 2012 року призначений членом Конгрегації католицької освіти на п'ятирічний термін, з можливістю продовження. У той же день призначений членом Папської Ради сприяння християнській єдності.
У конференції німецьких єпископів був головою Екуменічної комісії, заступником голови комісії, членом Комісії Всесвітня Віра Церкви. Він також був віце-головою Асоціації Християнських Церков у Німеччині та першим президентом Товариства сприяння інституту Східної Церкви в Регенсбурзі.
Як особистого друга папи Бенедикта XVI, йому було доручено підготовку публікації «Omnia Opera»: серії книг, які зберуть в одному виданні всі праці папи. Мюллер сам написав понад 400 робіт з догматичного богослов'я, екуменізму, одкровення, герменевтики, священства та дияконії.
Мюллер також був учнем Густаво Гутьєрреса, «батька» латиноамериканської теології визволення, з яким він має давню і тісну дружбу.

## Римська Курія
2 липня 2012 року єпископа Герхарда Мюллера призначено префектом Конгрегації Доктрини Віри папою Бенедиктом XVI. Водночас він був зведений у сан архієпископа ad personam. В результаті своєї нової ролі він також Ex officio голова Папської Біблійної комісії, Міжнародної теологічної комісії та Папської Комісії Ecclesia Dei.
Архієпископ Мюллер змінив кардинала Вільяма Леваду, який був призначений на цю посаду в травні 2005 року новообраним Папою Бенедиктом XVI.

## Нагороди та почесні звання
Будучи професором, Мюллер нагороджений Великим Хрестом «За заслуги» гілки Священного Військового Костянтинівського Ордена Святого Георгія, який очолює інфант дон Карлос, герцог Калабрійський.
У вересні 2004 року Люблінський католицький університет нагородив Мюллера почесним докторським ступенем на знак визнання його видатної науково-дидактичної діяльності. 24 вересня 2008 року Папський католицький університет Перу присудив йому звання почесного доктора у зв'язку з його науковою роботою.
Прем'єр-міністр Баварії Горст Зеегофер нагородив його 28 травня 2009 року Офіцерським хрестом Орден «За заслуги перед Федеративною Республікою Німеччина» І ступеня.

## Кардинал
Як і очікувалося багатьма експертами, 12 січня 2014 року оголошено, що Герхарда Мюллера буде зведено в кардинали на консисторії від 22 лютого 2014 року, його ім'я третє у списку, після П'єтро Пароліна — державного секретаря Святого Престолу і Лоренцо Бальдіссері- генерального секретаря синоду єпископів.
1 липня 2017 року Папа Франциск прийняв відставку кардинала Герхарда Людвіга Мюллера, після закінчення його п'ятирічного терміну, як префекта Конгрегації Доктрини Віри, голови Папської комісії «Ecclesia Dei», Папської біблійний комісії та Міжнародної богословської комісії, і назвав його наступником на цих постах монсеньйора Луїс Франциско Ладарія Феррера, єзуїта, титулярного архієпископа Тібіки, секретар Конгрегації Доктрини Віри.
У 2024 році закликав відлучити від Католицької церкви президента США Джо Байдена за підтримку абортів та евтаназії.
1 липня 2024 року Папа Франциск звів кардинала-диякона Гарві в ранг кардинала-священика з титулом церкви pro hac vice Сант-Аньєзе-ін-Агоне.

## Справа Петера Крамера
У вересні 2007 року, будучи єпископом Регенсбурга, публічно вибачився за приховування судимості за педофілію священика Петера Крамера при призначенні того в 2004 році на прихід у баварському Рікофені, де той був заарештований за підозрою в домаганнях.

## Критика та звинувачення Папи Франциска в єресях
Багаторазово різко критикував папу Франциска за стиль керівництва та кадрову політику. У листопаді 2023 року в інтерв'ю американському виданню звинуватив пару в єресях, заявивши проте, що той все одно залишається папою.